# Leucandra elegans
Leucandra elegans är en svampdjursart som först beskrevs av Lendenfeld 1888.  Leucandra elegans ingår i släktet Leucandra och familjen Grantiidae. Inga underarter finns listade i Catalogue of Life.